# Travail décent
Un travail décent ou emploi décent (decent job en anglais) est un type d'emploi qui correspond à une notion définie par l'Organisation internationale du travail (OIT). 
Le travail décent et les quatre piliers de l’agenda pour le travail décent (création d’emploi, protection sociale, droits au travail et dialogue social) sont devenus des éléments centraux du nouveau Programme de développement durable pour 2030 adopté en 2015 par l’ONU.

## Définition
L’Organisation internationale du travail (OIT) base sa définition du travail décent sur six critères, la libre volonté de travailler, un salaire permettant de vivre dignement ( nourrir sa famille, à envoyer les enfants à l’école…), le respect des droits fondamentaux du travail, la protection sociale,  le dialogue social, l’égalité sociale entre hommes et femmes,. Un article du journal Le Monde en fait un enjeu mondial, et rappelle que pour les Nations unies, l’emploi, digne correctement rémunéré et protégé, qui caractérise  un emploi décent est un facteur de développement et ouvre les possibilités d'un avenir meilleur.

## Genèse et histoire de la notion
En 2008, à la suite de la crise économique mondiale, l'Organisation Internationale du Travail définit le travail décent
En 2015, le travail décent est considéré par cette institution comme facteur de développement et non comme une de ses conséquences.
Pour l'OIT, le travail décent s'inscrit dans le développement durable : facteur d'une mondialisation équitable, le travail décent réduit la pauvreté. Son programme pour 2030 a pour huitième objectif de promouvoir notamment le travail décent en s'appuyant sur quatre piliers, la création d’emploi, la protection sociale, les droits au travail et le dialogue social.
Le G20, le G7, l'Union Européenne et l'Union africaine font aussi du travail décent un facteur important pour la sortie de crise et le développement durable.
Le 7 octobre, à l'initiative des syndicats, a lieu la journée mondiale du travail décent.

## Enjeu et solutions
Une première cause du travail indécent est le secteur informel de l'économie non couverte par la loi d'un pays.
L’enjeu est de taille car, selon les chiffres de l’OIT, 50 % de la main-d’œuvre mondiale (2,5 milliards de personnes) exerce des activités de production dans le secteur informel (neuf personnes sur dix dans les pays pauvres, deux sur dix dans les pays riches).
Un article du Monde donne des exemples d'emplois ne respectant pas le travail décent : plusieurs types d'emplois, de pays riches (en Grèce, 35 % du travail est non déclaré) ou pauvres, ne remplissent pas les conditions du travail décent. Le travail domestique ou non déclarée, est ainsi cause de travail informel  ainsi par exemple, dans le monde, plus de 45 % des travailleurs domestiques n'ont pas de jour de congé en 2013. En Afrique subsaharienne, neuf travailleurs sur dix n'ont pas de protection sociale. Les secteurs les plus informels sont les plus productifs pour les pays en développement (agriculture et textile, par exemple). S'il est possible de faire contrôler le travail au noir par une inspection du travail, cette solution ne fonctionne pas en Afrique. Il est donc préférable, pour l'OIT, d'assurer la protection sociale pour tout le monde. Il s'agit de s'adapter à plusieurs facteurs (pays et secteur, par exemple). Des initiatives prises par l'OIT sont données comme exemples par le Monde : un marché à l'emploi pour des réfugiés syriens en Jordanie et un acte de lutte contre le travail des enfants à Madagascar.